# San (Volk)

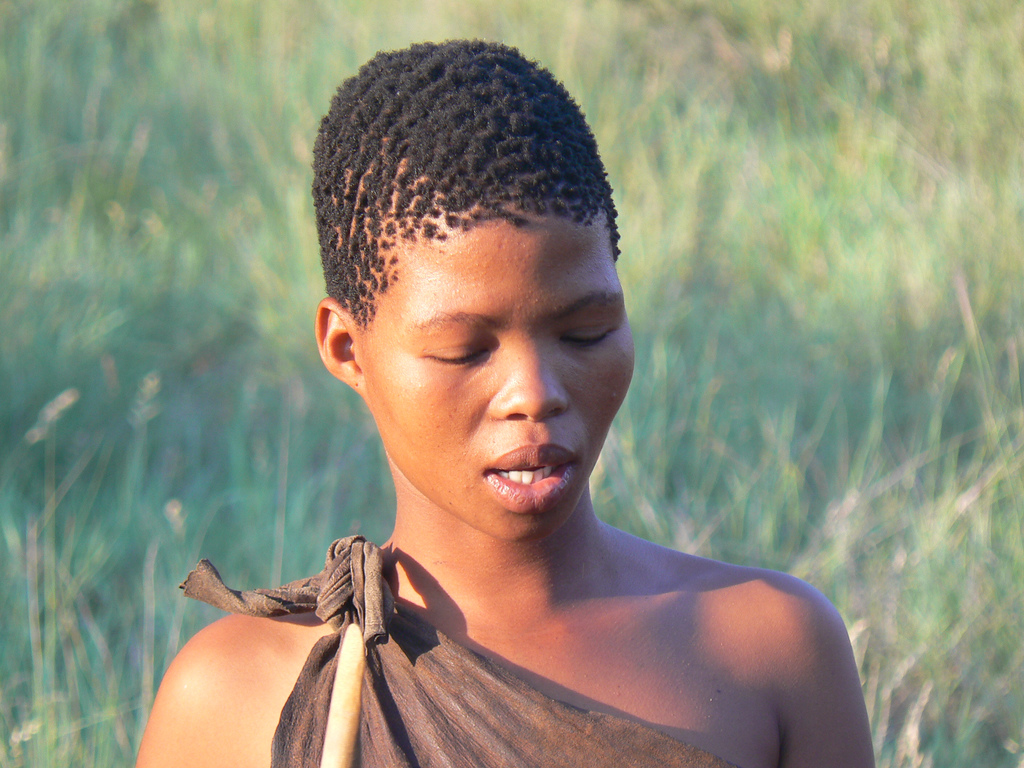
San-Frau in Botswana

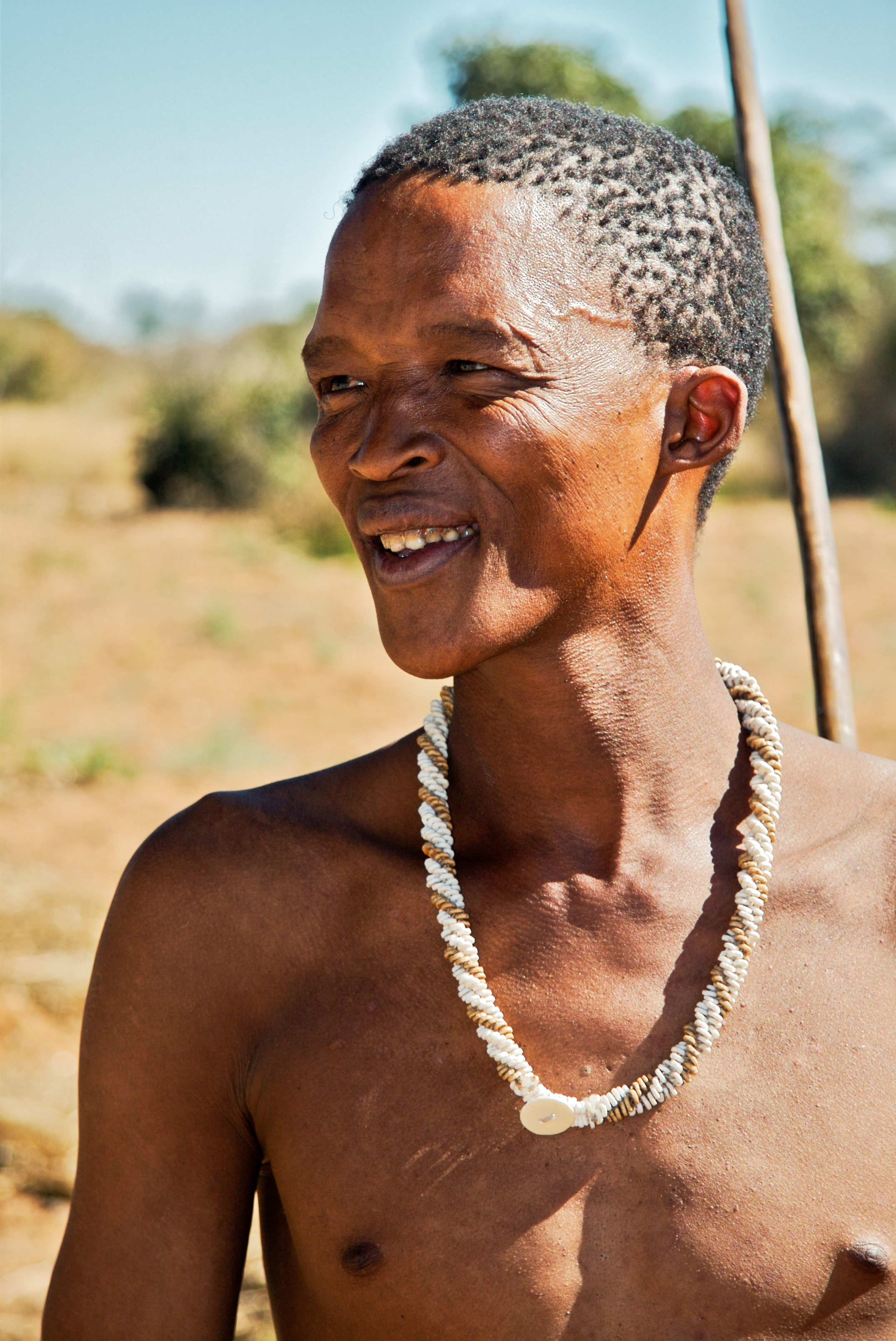
San-Mann mit Buschmannperlen

San ist eine Sammelbezeichnung für einige indigene Ethnien im südlichen Afrika, die ursprünglich als reine Jäger und Sammler lebten. Das Wort „San“ geht auf eine Bezeichnung der Nama Südafrikas zurück und bedeutet so viel wie „jene, die etwas vom Boden auflesen“. Die San und die sprachverwandten Khoikhoi werden oft als Khoisan zusammengefasst.
Eine weitere, teilweise kritisierte Bezeichnung, die häufig im Siedlungsgebiet und auch von offizieller Seite verwendet wird, ist Buschmänner (von afrikaans boesman, englisch Bushmen). Der Duden stuft das Wort als „veraltet, heute diskriminierend“ ein. In Botswana werden die San auch Basarwa genannt.

## Begriffsgeschichte
Viehhaltende Khoisan-Gruppen benutzten den Terminus San, um sich von den als Jäger und Sammler lebenden Khoisan-Gruppen zu unterscheiden – sich selbst nannten sie Khoikhoi (wahre Menschen). Der Ursprung des Wortes San ist nicht bekannt; in der Nama-Sprache der Khoisan bedeutet San jedoch so viel wie „Fremder“, „Nichtsnutz“ oder „Bandit“. Die Fremdbezeichnungen wechselten je nach Epoche von San zu Bosjesman/Bushman/Buschmänner, Basarwa oder Khwe. Die Bezeichnung „Buschmann“ schließt beide Geschlechter und Kinder ein. Auch die Bezeichnung „Buschleute“ wird verwendet; unter anderem im Sinne einer Eigenbezeichnung der Indigenen, um Fremden gegenüber die Beziehung zu ihrem Land auszudrücken. Andererseits wird auch die Meinung vertreten, der Begriff enthalte eine negative Konnotation. Repräsentanten der San gaben 2003 an, die Bezeichnung ihrer individuellen Gruppe der Sammelbezeichnung San vorzuziehen. Bisweilen finden sich auch die Benennungen „Noakwe“ beziehungsweise „Nǀoakwe“ (Rote Menschen) oder „Kwe“ (Menschen) als Eigenbezeichnung.

## Gruppen
Die San werden ethnolinguistisch nach den drei Khoisan-Sprachfamilien „Khoe“, „Tuu“ und „Ju-ǂHõã“ unterteilt, die jeweils wieder in verschiedene Einzelsprachen und einige Dutzend Dialektgruppen (zumeist Eigenbezeichnungen) aufgeteilt werden, die den voneinander getrennten Einzel-Ethnien entsprechen.
Einige bekanntere Gruppen:
- Sprachfamilie Khoe: GǀwiKlicklaut, Gǁana, Haiǁom, Shua, Tsoa, Xoe, Naro, Gǀui-Gǁana, Deti, Xun, Kua
- Sprachfamilie Tuu: !Xoo, Nǁng, ǀXam, ǃXóõ, Nǀamani
- Sprachfamilie Ju-ǂHõã: ǃKung, ǂHõã

## Biologische Merkmale
Während die augenfälligen Merkmale (vor allem Haut-, Haar- und Augenfarbe) und noch deutlicher die Genome fast aller anderen menschlichen Populationen der Erde fließend ineinander übergehen, lassen sich die San (insbesondere die südafrikanische Population der ǃKung) klar von in der Subsahara-Afrika lebenden dunkelhäutigen Bantu unterscheiden. Die San weisen eine relativ geringe Körpergröße auf, eine gelblich-braune Hautfarbe, vorstehende Backenknochen und das sogenannte Filfil oder „Pfefferkornhaar“. Humangenetisch ist es vor allem die sogenannte Haplogruppe L0, die den Populationen der Khoisan eigen ist. Die speziellen Merkmale gehen auf die evolutionäre Anpassung an das Wüstenklima zurück, und die Vermischung mit ihren Nachbarn war von jeher relativ gering. Eine breit angelegte Studie afrikanischer genetischer Diversität aus dem Jahr 2009 ergab, dass die San von 121 untersuchten Populationen unter den fünf mit der höchsten gemessenen genetischen Diversität waren.
Genetiker um Joseph Pickrell von der Harvard Medical School und Nick Patterson vom Broad Institut haben im Fachmagazin PNAS berichtet, sie hätten in der DNA der heutigen San Abschnitte gefunden, die vermutlich auf eine Bevölkerungsgruppe der Eisenzeit des Nahen Ostens zurückgeht, die nach Südafrika migriert sind. Die fraglichen Gen-Sequenzen ähneln denen heutiger Südeuropäer.
Mit einer ausgewachsenen Körpergröße von 1,40 m bis 1,60 m wurden die San manchmal als Pygmäen bezeichnet, stehen jedoch mit diesen in keiner Verbindung.

## Geschichte

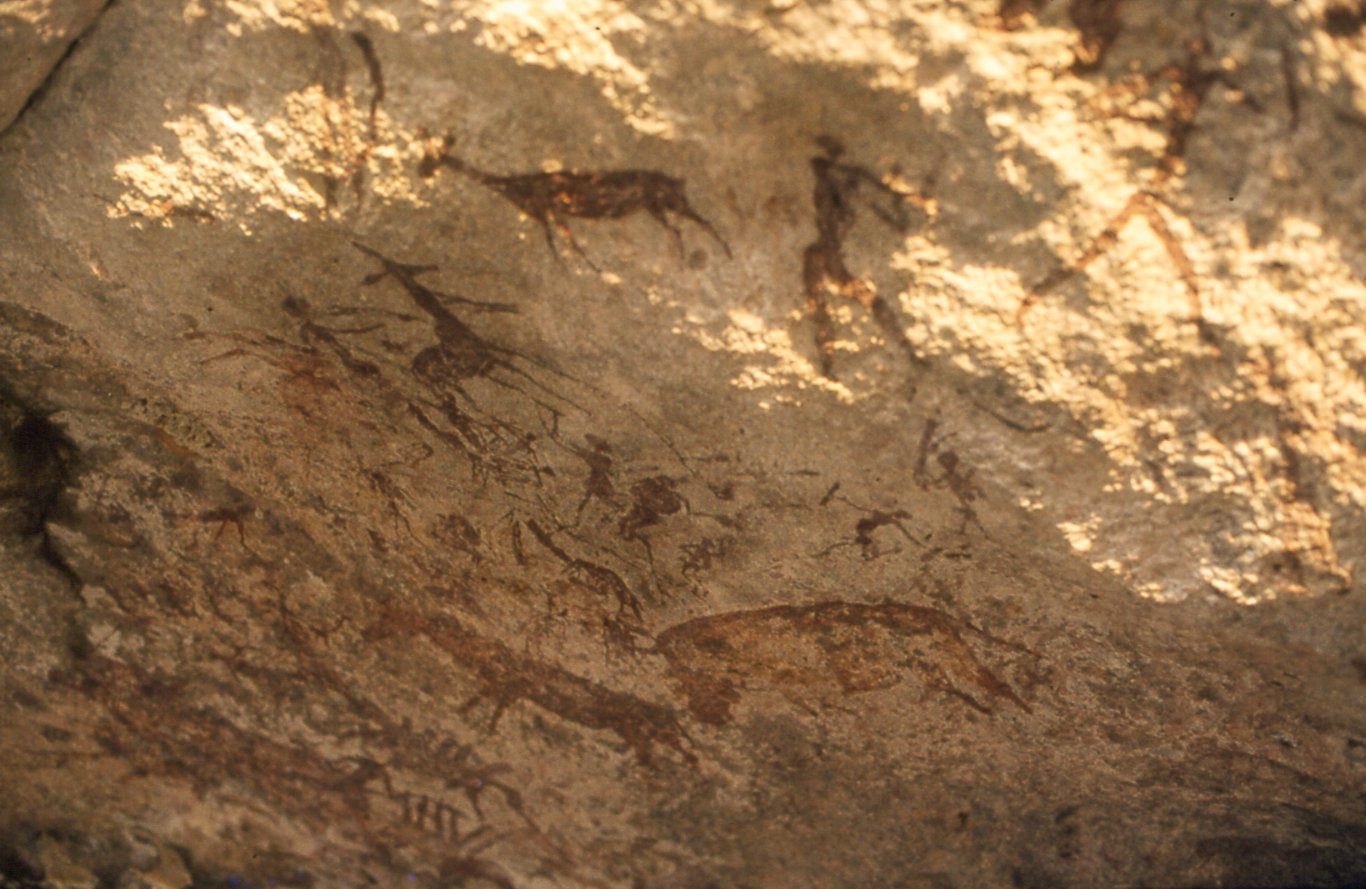
1000–2000 Jahre alte Felszeichnungen der San bei Murewa (Simbabwe).

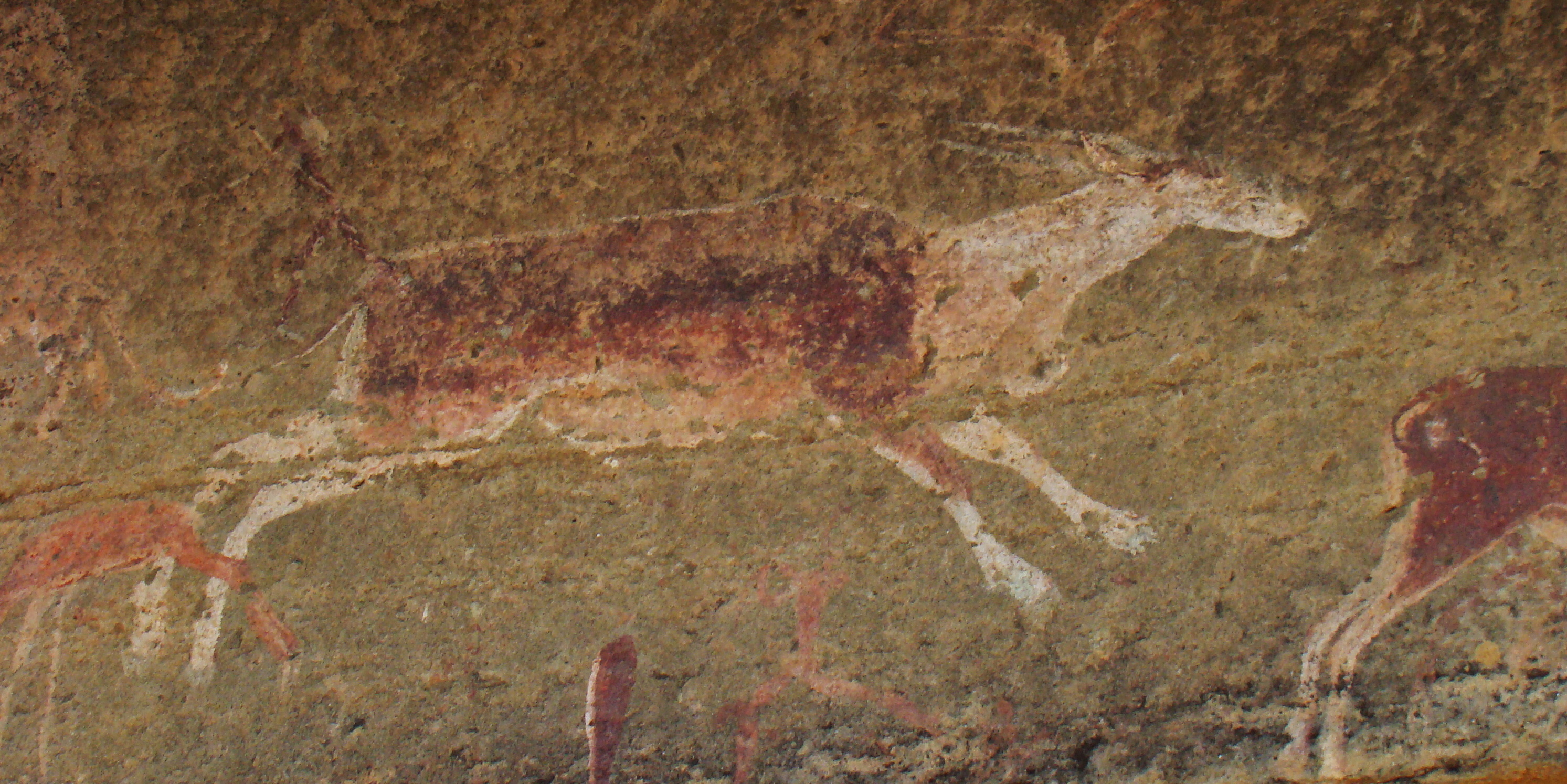
1000–2000 Jahre alte Felszeichnung der San in den Drakensbergen, die eine Elenantilope zeigt.

### Ursprung
Angaben über die erste Besiedlung des südlichen Afrikas durch die San gehen weit auseinander: sie reichen von etwa 10.000 Jahren bis 25.000 Jahre zurück. Aus paläo-anthropologischer Sicht ist die hohe genetische Variation bemerkenswert, die für die San-Population charakteristisch und weltweit einzigartig ist. Ergebnisse der Analyse von mtDNA der San (für einige Forscher auch deren Klicksprachen) werden als Belege angeführt, dass die San Reste einer genetisch diversen frühen afrikanischen Population des modernen Menschen sind, von der sich bei der Ausbreitung des Menschen aus Afrika nur eine kleine genetisch sehr homogene Population abspaltete. Demnach waren die Vorfahren der San 100.000 Jahre lang von anderen Populationen genetisch isoliert. Diese These wurde 2013 durch eine weitere ergänzt, nach der Teile der San, die 1–5 % nichtafrikanische DNA haben, vor 3.000 Jahren aus Europa rückeinwanderten.

### Verbreitung
Das Verbreitungsgebiet der San reichte in der ferneren Vergangenheit bis nach Äthiopien und Somalia. Die San pflegten einen mobilen Jäger-und-Sammler-Lebensstil. Im Laufe der Zeit wurden sie von Khoikhoi-Gruppen, vor allem aber seit dem 15. Jahrhundert von bantusprechenden Gruppen immer weiter in unwirtliche Gegenden abgedrängt. Auch wurden viele San im heutigen Botswana von den im 18. Jahrhundert aus Transvaal zuwandernden Tswana versklavt, zu Hirtendiensten gezwungen und wie Vieh vererbt oder im Fall einer Niederlage ihrer Herren in den zahlreichen Stammeskriegen auch getötet.

### Holländischer Kolonialismus und gegenläufige Mission
Mit Beginn des Kontakts zwischen San und holländischen Siedlern in der Mitte des 17. Jahrhunderts wurden die San im Verlaufe der Landnahme für Farmzwecke aus ihren regionalen Lebensräumen vertrieben und versklavt. Erste gegenläufige Entwicklungen dazu ergaben sich durch die Gründung der Herrnhuter Missionsstation in Baviaanskloof im Jahre 1738 durch Georg Schmidt aus Kunewalde. Der Aufbau dieser Missionsarbeit in der zweiten Etappe (1792–1793) gelang mit Unterstützung des VOC-Inspektors für den Distrikt Baviaanskloof, Martin Teunessen. Die unter den San betriebene Glaubensmission ging mit damals als progressiv geltenden Unterrichtungen in Schrift und Mathematik sowie Handwerksberufen unter Kindern und Erwachsenen einher. Sie erhielten hier zugleich ein gesichertes Niederlassungsrecht. Solche Entwicklungen erregten das Ärgernis der benachbarten holländischen Siedler und der Regierungsstellen in Kapstadt.
Vor Gründung des Missionsgebietes in Baviaanskloof gab es seitens der Regierung für die San keine Anerkennung auf eigenen Grund und Boden. Die Anziehungskraft der Herrnhuter Mission in der Kapkolonie war maßgeblich davon bestimmt. Der sich daraus zuspitzende Konflikt gipfelte um 1794 mit der regierungsamtlich verfügten Vertreibung der Viehherden aus dem Gebiet der Missionsstation. Künftig mussten San von einem Buren schriftlich nachgewiesen bekommen, dass sie keinem Europäer zu Diensten verpflichtet seien, um hier leben zu dürfen. In nationalistisch gesinnten Kreisen ging eine Propagandaschrift um, die mit etwa 3.000 Unterschriften versehen war und in der die Vertreibung der Missionare gefordert wurde. Es kam zum Versuch, die Anlagen der Missionsstation durch eine Gruppe europäischer Siedler zu zerstören, der jedoch verhindert werden konnte. Als im August 1795 die britische Flotte das Kapgebiet erreichte, nahm die Spannung zu und seitens der holländischen Siedler wurde ein neuer Versuch zur Zerstörung unternommen. Britische Truppen verhinderten 1796 dieses Vorhaben im letzten Moment. Danach konnte sich der Missionsbetrieb erholen und wieder entwickeln. Die Zahl der in Landwirtschaft und Handwerken ausgebildeten San wuchs an; einige kamen sogar aus einer Entfernung von über 100 Meilen an diesen Ort. Zu den hier erfolgreich vermittelten Tätigkeiten gehörte der Weinbau, jedoch auch Ackerbau und Obstplantagen. Schließlich harmonisierte sich das Verhältnis zu den burischen Nachbarfarmen. Als die Kolonie kurzzeitig wieder unter holländische Herrschaft kam (Friede von Amiens, 1802), erfolgte auf Vorschlag des Gouverneurs Jansen die Umbenennung von Baviaanskloof in Genadendal („Tal der Gnade“). Nelson Mandela würdigte diese Leistung und erinnerte seit 1995 an die Verdienste der Missionare für ihren Einsatz unter der Sanbevölkerung mit der Umbenennung des dienstlichen Wohnsitzes (Genadendal Residence, zuvor Westbrook) für den südafrikanischen Präsidenten in Kapstadt, wenn dieser im Tuynhuys anwesend ist.

### Deutscher Kolonialismus
Im Jahre 1904, im Anschluss an den Krieg gegen die Herero, ging die deutsche Schutztruppe auf dem Gebiet der damaligen Kolonie Deutsch-Südwestafrika (dem heutigen Namibia) ähnlich gegen die San vor. Allein in Botswana fand keine systematische Verfolgung der San durch Europäer statt; hier kam es jedoch seit Ende der 1990er Jahre zu Menschenrechtsverletzungen und Vertreibung.

### Vertreibung durch Südafrika und Portugal
Bis zur Unabhängigkeit Namibias im Jahre 1990 setzte die südafrikanische Armee etwa 3000 San als Fährtensucher gegen die Unabhängigkeitsbewegung SWAPO ein. Ähnlich gingen die portugiesischen Kolonialherren in Angola vor, was nach der Unabhängigkeit Angolas in den 1970er Jahren zur weitgehenden Vertreibung der San führte.

## Situation der San heute
Gab es vor 2000 Jahren noch etwa 300.000 bis 400.000 San, so sind es heute im gesamten südlichen Afrika noch etwa 100.000. In Botswana (49.000), Namibia (38.000), Südafrika (4500), Angola (6000), Sambia (1600) und Simbabwe (1200) sind sie nur noch eine Minderheit. Ein Großteil ist auf Farmen als Arbeiter angestellt. Nur wenige leben heute noch auf traditionelle Art und Weise. Avgeropoulos nennt wesentlich niedrigere Zahlen.
Roy Sesana, der in seiner Sprache eigentlich Tobee Tcori heißt, wurde 2005 der Right Livelihood Award für seinen Einsatz zum Schutz der Rechte und der Lebensweise der San verliehen. Ein wichtiges Rückzugsgebiet für San, deren Kultur und Rechte durch Zwangsmaßnahmen bedroht sind, ist die Kalahari mit dem Central Kalahari Game Reserve.
Alkoholismus wird als besonderes Problem genannt, das zum Verlust eigener Lebensweisen beiträgt. Die San können möglicherweise Alkohol nicht dehydrogenieren. Schlechte Lebensbedingungen, Vertreibung und Verletzung ihrer Rechte tragen weiter zur Verbreitung gesundheitlicher Probleme bei. Auch die Vertreibung von ihrem Land ist im gesamten südlichen Afrika ein Problem, da sich die Lage der Indigenen dadurch immer weiter verschlechtert. Bekannt ist hier vor allem der Konflikt rund um das Central Kalahari Game Reserve, das 1961 als Schutzgebiet für das Volk und für Wildtiere gegründet wurde. In den 1980er Jahren fand man in dem Gebiet jedoch Diamanten, und die San wurden mehrmals von der botswanischen Regierung aufgefordert, das Gebiet zu verlassen. 2006 bekamen sie vor Gericht das Recht, ihr Land wieder zu besiedeln und offiziell dort zu jagen. Doch während Touristen uneingeschränkt Jagdlizenzen für das Gebiet erhalten, wurden den San viele Lizenzen verwehrt und erst 2011 der Bau eines Brunnens zugestanden.
In einem Ombili-Schule-Projekt vermittelt eine Stiftung schulisches Wissen an San-Kinder. Von diesen wird aber parallel dazu über eine Entfremdung zur ursprünglichen Lebensweise berichtet. Sie kehren nach der Internatszeit als „Besitzer des Schattens“ in ihre Dörfer zurück. Damit ist gemeint, dass sie ohne Antrieb herumsitzen. Wegen Mangels an entsprechendem Lehrpersonal gibt es in der Schule keinen muttersprachlichen Unterricht. Ort des Projekts ist die Farm Hedwigslust in Namibia. Auch eine Rinderzucht ist dort im Aufbau. Diese Farm wurde von deutschen Hilfsorganisationen (z. B. Lions Mosbach) aufgekauft und der Ombili-Stiftung gespendet. Damit stehen den rund 400 auf Ombili angesiedelten San etwa 3000 Hektar Land für die Landwirtschaft zur Verfügung.

## Traditionen der San

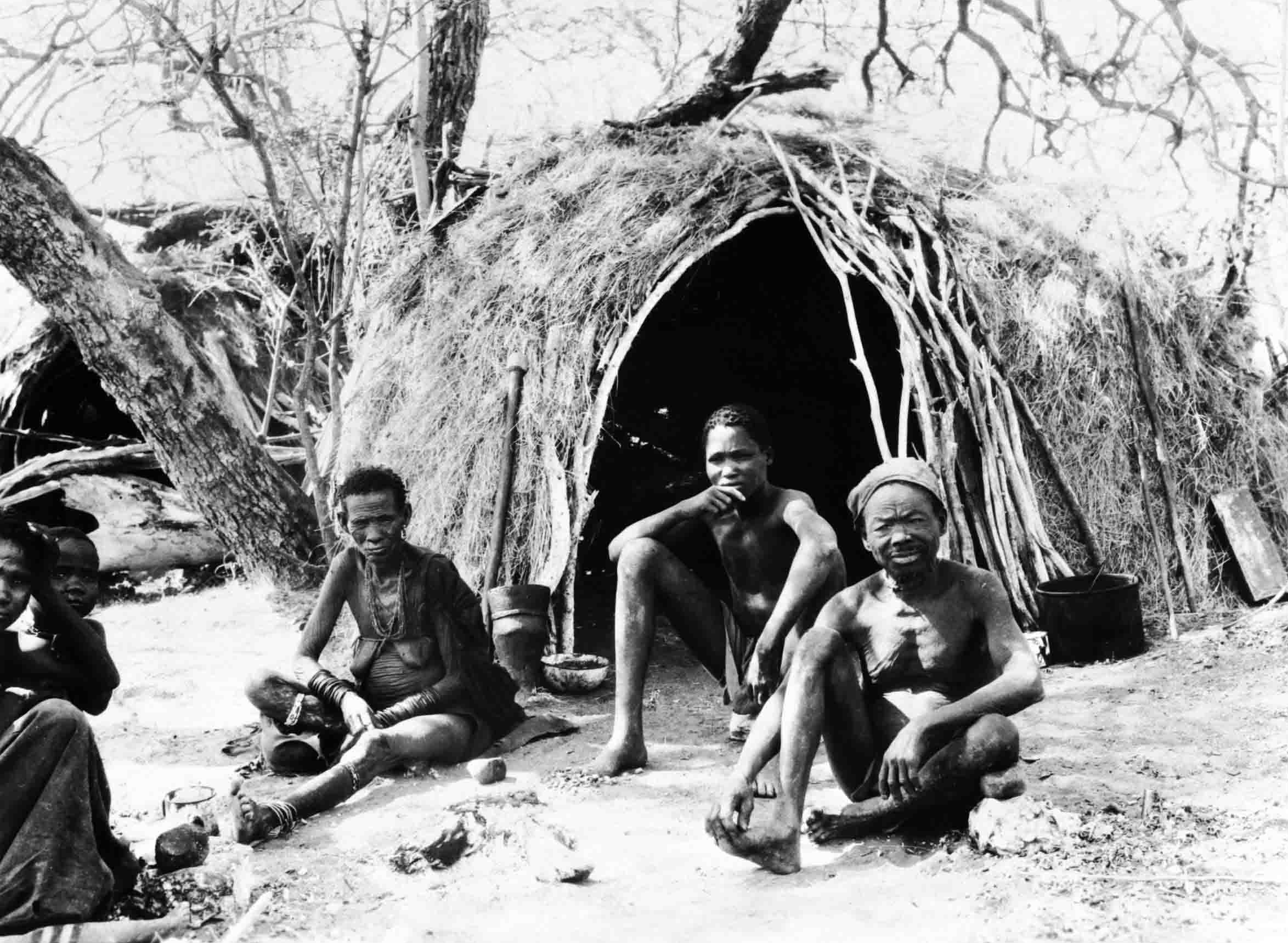
San vor einer Zweighütte in Namibia.

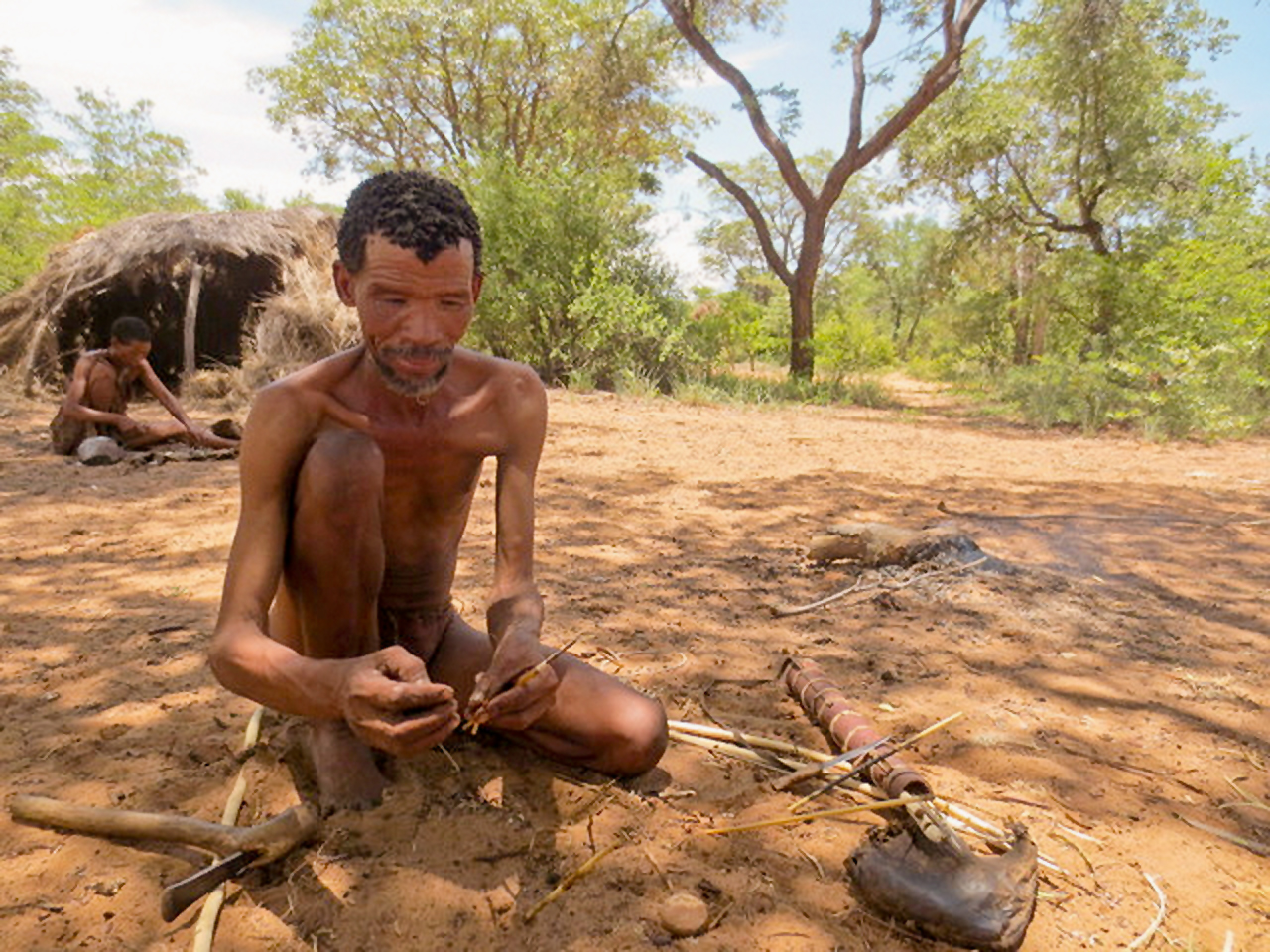
Ein San-Mann befestigt eine aus Giraffenknochen gefertigte Spitze an einem Pfeilschaft aus hartem Gras.

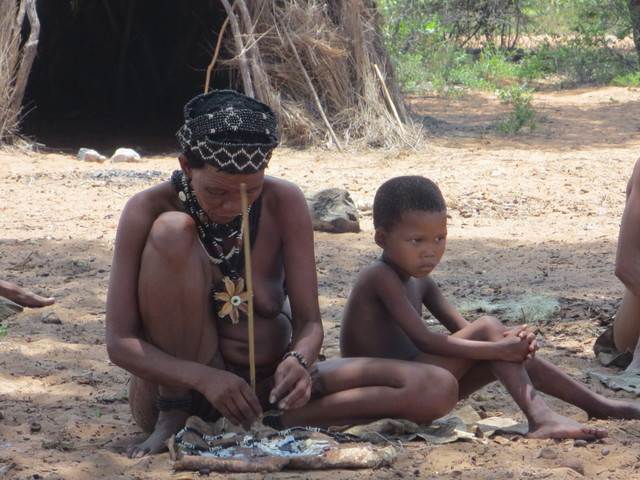
Eine San-Frau stellt eine Schmuckkette aus Straußeneiern her.

### Gesellschaftsordnung
Die San zählen zu den egalitären Gesellschaften, die sich ohne ein übergeordnetes politisches Führungssystem organisieren. Auch eine formale Rechtsprechung wird nicht ausgeübt. Verstöße gegen die moralischen Grundsätze der San werden schlimmstenfalls mit einem Ausschluss aus der Gemeinschaft geahndet.
Mobile Kleingruppen von oft 40 bis zu höchstens 200 Menschen setzen sich – neben verwandtschaftlichen Beziehungen – nach persönlichen Vorlieben flexibel zusammen. Über Gruppenbelange (wie Jagd, Ortswechsel usw.) wird gemeinsam entschieden. Einfluss auf Entscheidungen haben hierbei individuelle Erfahrungen, Kenntnisse und Überzeugungskraft.
Spezialisierte Berufe sind nicht bekannt. Allerdings findet eine Arbeitsteilung nach Geschlechtern statt. Die Jagd auf größeres Wild wird ausschließlich von Männern durchgeführt.
Jagdbeuten werden grundsätzlich gemeinschaftlich geteilt, bei Bedarf auch pflanzliche Lebensmittel. Handel findet nicht statt; die Verteilung von Gütern (Speere, Leder, Straußeneier als Wassergefäße usw.) erfolgt durch Geschenke innerhalb der Gruppe und außerhalb bei gegenseitigen Besuchen oder anderen Begegnungen. Anthropologisch gut untersucht ist das Hxaro-Tauschsystem der ǃKung.

### Jagd
Die San jagen mit Wurfspeeren sowie Pfeil und Bogen, wobei die Pfeile, mit denen sie z. B. Antilopen jagen, mit der braunen Flüssigkeit aus dem Körper gesammelter Diamphidia-Larven vergiftet sind. Jagdbögen werden häufig in doppelter Funktion auch als Musikbögen verwendet. Eingesetzt werden auch Fallgruben, Fangkrale, Schwerkraftfallen und Schlingen.
Die San zählen 55 Arten von Säugetieren, Vögeln, Reptilien und Insekten zu den jagdbaren Tieren. Im Laufe eines Jahres legen sie bei ihren Jagdzügen bis zu 4000 Kilometer zurück. Die Beute reicht von Termiten bis zu Giraffen. Während der Jagd kauen sie oft auf Stücken der Hoodia; dies unterdrückt das Hunger- und Durstgefühl. Gegessen wird während der Jagd wenig. Allerdings greifen die San-Jäger gelegentlich auf vorher im Jagdgebiet vergrabene und mit Wasser gefüllte Straußeneier zurück. Das Wasser wird auch durch Abschöpfen des morgendlichen Taus oder aus wasserspeichernden Knollen von Pflanzen gewonnen.

#### Ausdauerjagd
Die älteste Form der menschlichen Jagd ist die Ausdauerjagd. Diese beruht auf der gegenüber fast allen Säugetieren überlegenen Ausdauer des Menschen beim Laufen. Schnelle Jäger wie Geparden, die für kurze Zeit über 100 km/h erreichen, können diese Geschwindigkeit nur wenige Sekunden durchhalten, weil sie sonst an Hitzeschlag sterben würden. Sie müssen das Jagdwild in einem Anlauf erreichen, sonst entkommt es. Auch Löwen und Wildhunde halten hohe Geschwindigkeiten nur kurze Zeit durch. Sie behelfen sich mit Anschleichen, Wegabschneiden und Einkreisen, also Zusammenwirken im Rudel. Der durch die langen, relativ starken Beine und den aufrechten Gang für schnelles Laufen gut gebaute Mensch kann dagegen mittels etwa zwei Millionen Schweißdrüsen bei schwacher Behaarung seinen Körper effektiv kühlen und daher stundenlang laufen. Die San erlegen noch heute schnelle Huftiere wie Zebras, Steinböckchen oder Antilopen, ohne Fernwaffen einzusetzen. Sie laufen den Tieren so lange hinterher, bis diese entkräftet zusammenbrechen. Auch Aborigines in Australien jagen auf diese traditionelle Weise Kängurus. Zur Initiation in die Erwachsenenwelt muss ein Junge ein größeres Tier zu Tode hetzen. Dies geschieht im Alter von etwa 15 Jahren.
Bis zu 40 Stunden dauert die Verfolgung einer großen Kudu-Antilope, bis sie erschöpft ist. Bezeichnet wird diese Hetzjagd als „Der große Tanz“. Ihrem Empfinden nach werden die Jäger eins mit dem Kudu, ahnen seine Wege voraus und erlegen ihn zuletzt aus kurzer Distanz mit dem Speer. Die aus der Beute getrockneten Fleischstreifen stellen für viele Wochen die Proteinversorgung sicher.

### Sammeln

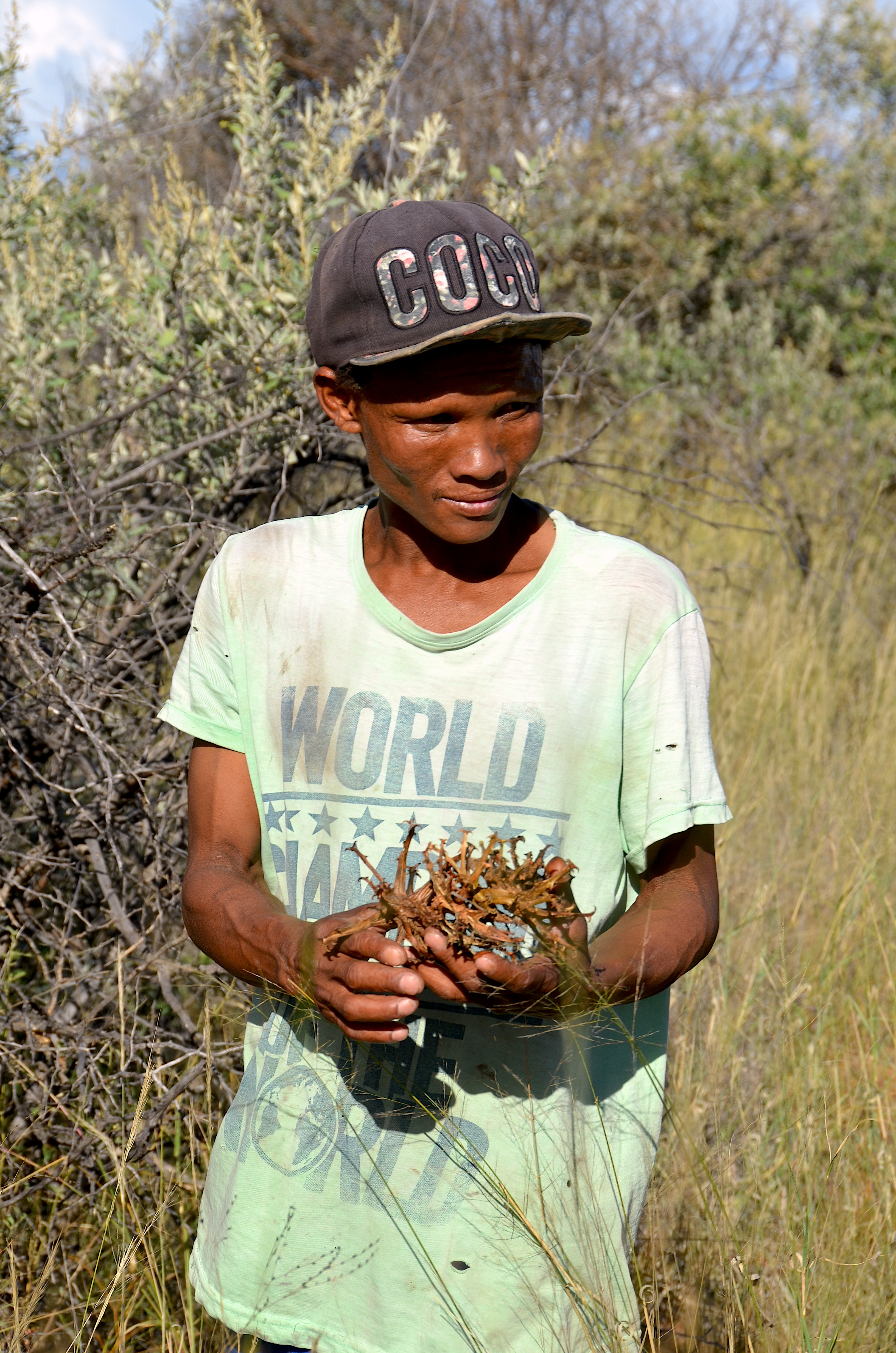
San-Mann beim Sammeln der Afrikanischen Teufelskralle (2017)

Das Sammeln von Nüssen, Wurzeln und Beeren trägt den größten Teil (60–80 % bei den Zu/ ́hoãsi) zur Ernährung bei.
Im Nordosten Namibias im Gebiet des Dorfes Hoansi in der Kalahari-Wüste z. B. sammeln die San 85 essbare Pflanzenarten. Dazu gehören die Tsamma-Melone (Citrullus lanatus), ein nahrhaftes, kartoffelartig schmeckendes Gewächs, dessen Früchte im Mai reif werden, Morama-Bohnen und Mongongo-Früchte des Mankettibaumes, deren harte Kerne ölhaltig sind. Diese Mongongo-Nüsse sind extrem energie- und proteinreich, so dass bereits der Verzehr von 300 Nüssen täglich den gesamten Tagesbedarf deckt. Der Vorrat an Nüssen ist dabei in der Regel so groß, dass tausende Pfunde ungenutzt bleiben.
In fruchtbareren Gebieten ist das Angebot reicher. Die ǃKung-Frauen von Dobe kennen über 200 Pflanzenarten, von denen 115 essbar sind. Die Ko, eine andere Gruppe, kennen 192 Pflanzen, die Gwi und Ganna dagegen nur 79 essbare Pflanzen. Doch selbst die San der trockensten Gebiete haben bis auf wenige extreme Dürrejahre immer so viel Nahrung zur Verfügung, dass auch der Lebensunterhalt arbeitsunfähiger, kranker und alter Gruppenmitglieder gewährleistet ist.

### Buschmannperlen

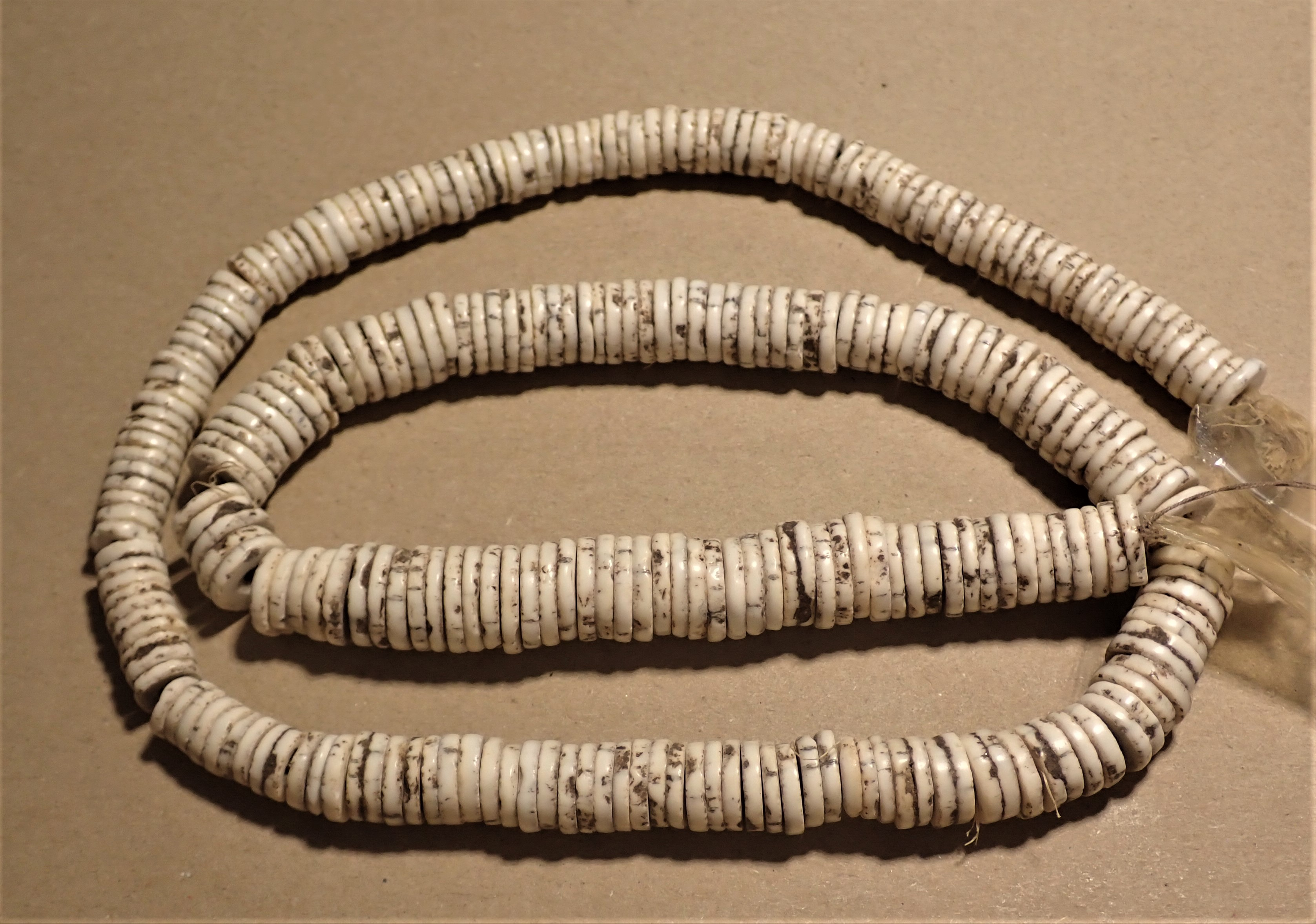
Buschmannperlen aus Straußeneierschalen, 1915 in Deutsch-Südwestafrika erworben

„Buschmannperlen“ gehören zu den ältesten traditionellen Zahlungsmitteln Afrikas. Aus den Schalen von Straußeneiern werden Scheibchen herausgeschnitten, rund geschliffen, in der Mitte gelocht und dann auf Schnüre gezogen. Ausgrabungen in Ostafrika zeigen, dass sie seit mindestens 7000 v. Chr. in Gebrauch sind und damit länger als Kaurigeld, dessen älteste Funde auf 2000 v. Chr. datieren. Als Wildbeuter verwendeten die San dieses „Geld“ nur im kulturellen Austausch mit anderen Ethnien.

### Familienstruktur und Kinder

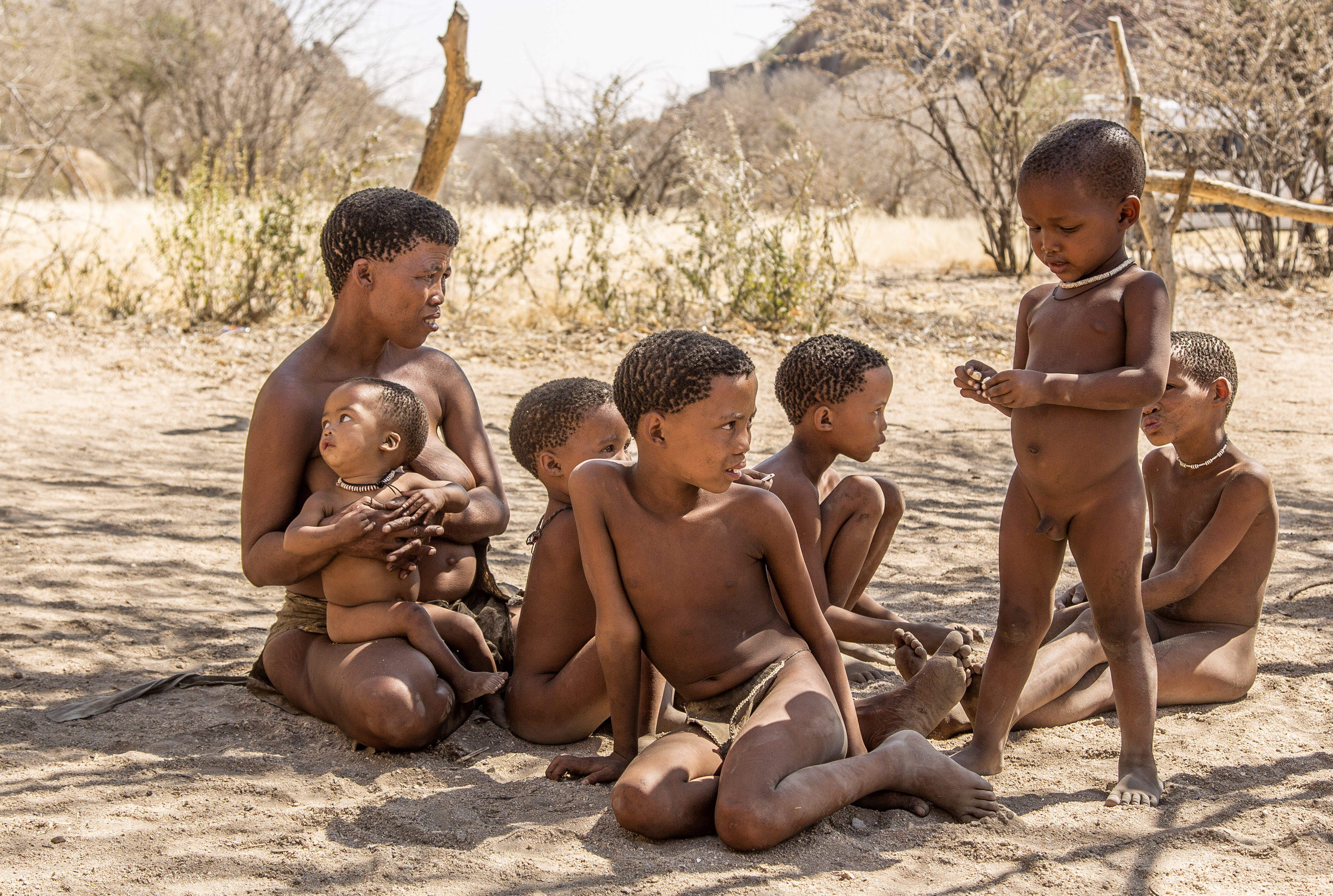
San-Kinder

Patrilineare oder matrilineare Familienstrukturen sind nicht vorhanden.
Geburten finden außerhalb der Hüttenansiedlung statt. Erst mit der Rückkehr zu den Hütten wird ein Neugeborenes als Mensch in die Gemeinschaft aufgenommen. Die US-amerikanische Ethnologin Marjorie Shostak berichtete, dass Kindestötungen direkt nach der Geburt (außerhalb der Ansiedlung) zwar selten sind, aber – zum Beispiel wegen einer kurzen Geburtenfolge – durchaus stattfinden.
Natürliche Geburtenabstände von vier Jahren (ohne gezielt eingesetzte Verhütungsmethoden) werden mit einer drei- bis vierjährigen Stillzeit und einer knappen Ernährung erklärt, die zusammen eine erneute Empfängnis der Frauen verzögern.
Mit der Ernährung und Lebensweise der San wird auch das vergleichsweise späte Einsetzen der Menstruation im Alter von durchschnittlich 16,5 Jahren erklärt. Von diesem Zeitpunkt an wird ein San-Mädchen traditionell als erwachsene und damit heiratsfähige Frau betrachtet.

### Mythologie, Religion und Medizin
„Früher war die Sonne ein Mensch. Sie war ein Mann, ein Buschmann. Seine Achselhöhle war das Licht, und wenn er seinen Arm hob, wurde es hell und warm auf der Erde. Nahm er ihn herunter, wurde es Nacht und kalt. […] Nach langer Zeit wurde der Mann alt und schwach. […] Die Menschen wurden unruhig und […] überredeten die Kinder, den alten Sonnenmann mit erhobenen Armen zu fangen, während es warm und hell war. ‚Ergreift ihn, werft ihn in die Luft und beschwört ihn, dort zu bleiben, für immer und ewig.‘ […] Aber es gab noch etwas, das früher ebenfalls ein Buschmann gewesen war. Das war der Mond. Aber der Mond war nicht gut. Obwohl die Menschen zu ihm beteten, schauten sie ihn nicht an, denn er war kalt, und sie hatten Angst vor ihm. […]“

Die San unterscheiden zwischen der realen Welt und einer alternativen Wirklichkeit, die in Mythen und Ritualen verehrt wird, die jedoch keinen Einfluss auf den Lebensalltag hat. Diese Welt beruht auf einer „Urzeit“, in der Tiere und andere Naturerscheinungen Menschen waren. Sonne, Mond und Sterne spielen darin eine besondere Rolle. In heiligen Orten (Quellen, Nordhänge u. a.) manifestiert sich die Macht dieser Zeit (vergleiche auch: Traumzeit der australischen Aborigines).
Die ethnische Religion der San wird als animistisch bezeichnet, da Lebewesen und andere Objekte als Wohnort von Geistern betrachtet werden. Es gibt eine ganze Schar von Busch- und Jagdgöttern. Man fürchtet Tote und Geister, beschwert daher Gräber mit Steinen und meidet die Stätten der Toten. Typisch für Wildbeuterkulturen ist die Vorstellung eines „Herren der Tiere“, einer Gottheit, die die Tiere schützt und entscheidet, ob ein Tier erbeutet werden darf.
Wie alle Khoisan-Völker kennen die San auch einen Hochgott (ǃXu, Tsui'goab, G≠kao, Kaoha u. a. genannt), der als omnipräsenter, weiser, machtvoller Schöpfergott vorgestellt wird, der alles erschaffen hat. Wie bei den meisten ethnischen Religionen ist auch ihr Glaube bei den verschiedenen Gruppen äußerst heterogen und im Laufe der Zeit wandelbar. So spielte das Urinieren nach den ältesten Aufzeichnungen aus dem frühen 18. Jh. bei allen Ritualen eine zentrale Rolle, während später davon keine Rede mehr war. Auch erscheint in den Ethnografien der ersten Hälfte des 20. Jahrhunderts nicht !Xu als Schöpfer, sondern Cagn, einer der Trickster der Mythologie, der vor allem in Gestalt der Gottesanbeterin erscheint und der immer eine wichtige Rolle spielt.
Aufgrund dieser großen Veränderlichkeit und der Tatsache, dass frühere Völkerkundler häufig vor dem Hintergrund des christlichen Glaubens indigene Begriffe und Vorstellungen falsch aufgefasst und übersetzt haben, wurde der Hochgott lange Zeit mit der christlichen Gottesidee gleichgesetzt. Wie man heute weiß, darf man diese Gotteskonzepte jedoch keinesfalls gleichsetzen.
!Xu gilt als Wohltäter der Menschen, obgleich er auch Unglück bringen kann. Der eigentlich destruktive Gott ist jedoch Gaunab, der vom Mond repräsentiert wird und dessen Anbetung eine zentrale Rolle spielt. Trickster – wie der bereits genannte Cagn oder Heitsi-Eibib, der Heros der Jägerkultur – sind ebenfalls sehr wichtig. Ihre Bedeutung ist jedoch äußerst wandelbar und daher nicht klar zu definieren.
Der Glaube an Magie drückt sich zum Beispiel in einem Orakel aus, bei dem vor einem Jagdzug Tonstücke befragt werden. Krankheiten werden dem Mondgott Gaunab oder anderen Geistern zugeschrieben. Die Heiler der San haben großes traditionelles Wissen in Pflanzenmedizin, wirken aber auch mit Hilfe der Geisterwelt durch Handauflegen.
Das zentrale Heilritual ist der nächtliche, lang andauernde Medizin-Trancetanz, bei dem die übernatürliche Kraft n/um geweckt wird, die Krankheiten heilt und die Gruppe unterstützt. Es gibt rituelle Spezialisten, jedoch sind die Tranceerlebnisse allen Gruppenmitgliedern erlaubt. Trance dient als allgemeines Mittel der San, um die Wirklichkeit des Glaubens zu erfahren. Beim Trancetanz tanzen die Heiler vor dem klatschenden Publikum, bis sie in Trance fallen. Geistheiler oder -heilerin (meist ältere Frauen) kann jedes Gruppenmitglied sein, das zusätzliche spirituelle Fähigkeiten aufweist.
Auch die heilende Wirkung vieler Pflanzen, Samen und Wurzeln ist den San bekannt und wird gezielt zur Behandlung von Krankheiten eingesetzt.
Bis heute existiert die San-Religion bei den kleinen Lokalgruppen weitgehend unbeeinflusst von der christlichen Mission.

## Galerie
Die folgenden Fotos zeigen einen San bei der Herstellung des Pfeilgiftes unter Verwendung der Innereien von Diamphidia nigroornata und gerösteten Samen der Bobgunnia madagascariensis (=Swartzia m.) an der Grenze Namibias zu Botswana:

Ausdrücken der Innereien der Käferlarve auf einer Gelenkpfanne
Zerreiben und Mischen der Samen
Bestreichen der Pfeile

## Filme
- Yorgos Avgeropoulos (Regie): Das Volk der Buschmänner; Dokumentation in der Reihe WunderWelten; Griechenland 2005, ARTE F, Erstausstrahlung 27. Juli 2007
- Jamie Uys drehte die Komödie Die Götter müssen verrückt sein über die Begegnung von San mit der modernen westlichen Zivilisation. Die Hauptfigur Xixo wurde von dem San Nǃxau dargestellt. Der Spielfilm stellt nebenbei eine ganze Reihe von Techniken der San und ihre außerordentliche Anpassung an die Umwelt dar und vermittelt auch einen Eindruck vom Klang und der Melodie ihrer Sprache mit ihren vielen Klicklauten.
- WDR Fernsehen, 30. August 2011 (Memento vom 4. Februar 2017 im Internet Archive): Das vermutlich älteste Volk der Menschheit. auf YouTube (Video nicht mehr verfügbar).
- Roman Teufel (Regie): Wenn Stern auf Stern vom Himmel fällt auf YouTube (Video nicht mehr verfügbar). Dokumentarfilm über die Juǀʼhoansi-San in der Kalahari Namibias. Der Film lässt innerhalb einer Reenactment-Geschichte die Mythologie und das Weltbild der San wieder lebendig werden. Uraufführung Biberacher Filmfestspiele 2011, Erstausstrahlung bei Arte am 10. Mai 2013

## Sonstiges
In Otherland von Tad Williams spielt der San ǃXabbu eine wichtige Rolle. Die Tetralogie enthält viele Anlehnungen an die alten Sagen und die Kultur der San. Williams räumt dazu ein, dass der Charakter rein fiktiv sei, und entschuldigt sich im Vorfeld dafür, die San möglicherweise in ein falsches Licht zu rücken.